# Phyllostachys glauca
Phyllostachys glauca är en gräsart som beskrevs av Mcclure. Phyllostachys glauca ingår i släktet Phyllostachys och familjen gräs. Inga underarter finns listade i Catalogue of Life.